# Adelaide Challenger 1994
L'Adelaide Challenger 1994 è stato un torneo di tennis facente parte della categoria ATP Challenger Series nell'ambito dell'ATP Challenger Series 1994. Il torneo si è giocato a Adelaide in Australia dal 12 al 18 dicembre 1994 su campi in erba.

## Vincitori

### Singolare
Neil Borwick ha battuto in finale  Mark Philippoussis con il punteggio di 7–6, 7–6

### Doppio
Mahesh Bhupathi /  Dick Norman hanno battuto in finale  Scott Draper /  Peter Tramacchi con il punteggio di 7–6, 7–6